# ジェームス・トスランド
ジェームス・トスランド (英: James Toseland、1980年10月5日 - )は、イギリスのオートバイレーサー。イングランド・サウスヨークシャー州ドンカスター出身、マン島在住。2004年と2007年のスーパーバイク世界選手権チャンピオン。2008年より2シーズン、テック3・ヤマハチームからMotoGPに参戦した後、2010年よりスーパーバイク世界選手権に復帰。
レーサーとしての活動の傍ら、ピアニスト・歌手としても自身のバンド "Crash" 等で活躍しており、BBCのチャリティイベント "Sport Relief" でRay Stubbsと共演をおこなったり、2007年のスポーツ・パーソナリティ・オブ・ザ・イヤー(BBC Sports Personality of the Year Award)のセレモニーの場でピアノを演奏したりしている。

## 経歴
ドンカスターで生まれる。両親が別居したため、ジェームスは母親に引き取られロザーハムの Kiveton Park で育った。その後母親がケン・ライトと付き合うようになると、ジェームスは彼を父親として受け入れ、彼の趣味に興味を持つようになった。8歳の時、ジェームスはプロのピアニストによるレッスンを始めた。また、近所のボタ山でモトクロスにも乗るようになった。
母親が家計のやりくりに苦労している一方、ケンとジェームスはイギリス国内のジュニアトライアルやモトクロスの大会に出場していた。ジェームスが10代始めの頃、ケンと母親は別れた。ジェームスは落ち込んだ母親を支えることを選び、ケンとジェームスの関係は終了した。ケンはその後自殺している。ピアノレッスンはその後も続けたが、彼が目標としたロンドン・カレッジ・オブ・ミュージックへの入学は果たせなかった。

## レース経歴
ケンの死後、トスランドはオフロードからロードレースに転向するとすぐに頭角をあらわし、1995年のジュニアロードレースのチャンピオンとなり、125ccのUK・スーパーティーン・シリーズにステップアップし、17歳の時にはホンダ・CB500カップを制した。その後ホンダのスーパースポーツを駆り国内選手権レベルのレースで優勝した。

### スーパースポーツ世界選手権 ( 1998年 - 1999年 )
イギリス国内での活躍が認められ、彼はスーパースポーツ世界選手権のファクトリーチーム、カストロール・ホンダと契約を結んだ。2年間チームに所属したが、1年目はシリーズ18位 (最高位8位)、2年目はシリーズ11位 (最高位6位) の結果に終わった。

### ブリティッシュスーパーバイク選手権 ( 2000年 )
2000年には清涼飲料Vimtoがスポンサーのポール・バードのチームから、ホンダ・VTRを駆りブリティッシュスーパーバイク選手権に参戦した。開幕から7戦を戦ったが、重傷を負い残り4戦を欠場、101ポイントの獲得に終わった。シリーズランキングは12位、2ヒート制となったオールトン・パークで6位になったのが最高位だった。

### スーパーバイク世界選手権

#### 2001年 - 2003年
2001年、20歳になったトスランドはニール・ホジソンのチームメイトとしてGSEチームからスーパーバイク世界選手権に参戦した。スーパースポーツ世界選手権でもブリティッシュスーパーバイク選手権でもトップ5にすら入ることができなかったトスランドは、当初はホジソンに全く歯が立たなかった。しかし2002年、彼は3位表彰台を経験しシリーズ7位に入ることができた。翌2003年、チーム全体の実力が上がったことも手伝って、オッシャースレーベンで初優勝を遂げ、シリーズランキングでも3位につけた。

#### 2004年
2004年、ニール・ホジソンとルーベン・チャウスがMotoGPに活動の場を移したため、トスランドはワークスのFILA・ドゥカティチームに移籍し、ベテランのレジス・ラコーニのチームメイト(セカンドライダー待遇)となり、ドゥカティ・999 F04を駆ることになった。トスランドはシーズンを通じてラコーニに食らいついていき、時には彼を上回ることもあった。最終戦のマニクールでトスランドはラコーニを抜き去り、9ポイント差で年間チャンピオンに輝いた。3勝を含む14回表彰台に立ち、336ポイントを獲得した。

#### 2005年
2005年は試練の年となった。スズキ、ヤマハ、ホンダらの日本車勢が台頭する一方、チームのサポートは十分ではなく、ドゥカティの専制時代は終わりを告げた。スズキのトロイ・コーサーがチャンピオンとなり、トスランドはシリーズ5位に終わった。

#### 2006年
2006年、MotoGPに移ったクリス・バーミューレンの後釜として、トスランドはウィンストン・テンケイト・ホンダチームに移籍し、オーストラリアのカール・マガリッジのチームメイトとなった。開幕戦カタールで優勝し、トロイ・ベイリスに次ぐシリーズ2位となった。この年MotoGPで重傷を負い欠場したフォルツナ・ホンダのトニ・エリアスの代役を務めようとチームと接触したが、スポンサー関連の問題で実現しなかった。
またこの年、MotoGPのドゥカティのサテライトチーム、プラマック・ダンティーンと交渉をおこない、2007年のレギュラーライダーとしてのオファーを受けた。しかしこの時点ではコンペティティブとは言えなかったダンティーンでのレースをトスランドは望まず、オファーを断った。

#### 2007年

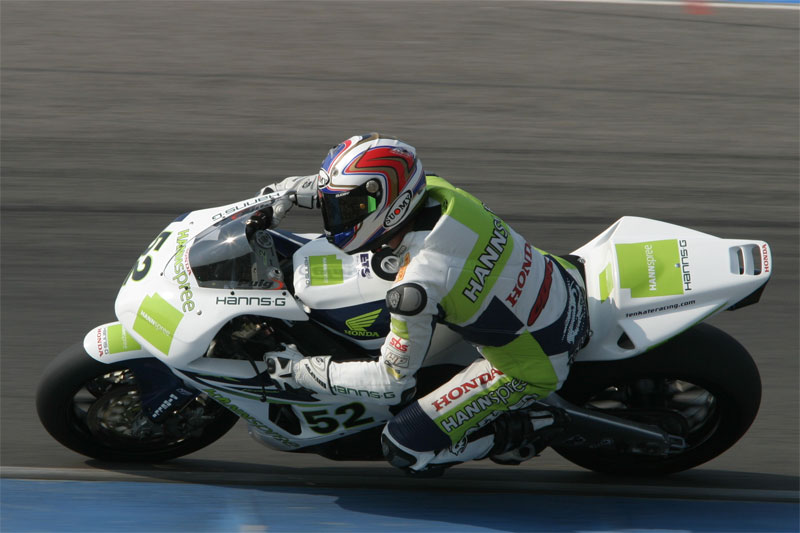
2007年 テンケイト・ホンダ アッセンにて

MotoGPへの誘いを断り、2007年もテンケイト・ホンダ・チームでスーパーバイク選手権を戦うことになった。開幕戦のカタールと第2戦のフィリップアイランドにおいてそれぞれ、レース1で2位、レース2で優勝する活躍を見せた。 開幕から5戦ではレース1・2のいずれかに優勝し、第5戦アッセンではもう少しで両レースに優勝するところだったが、0.009秒差でトロイ・ベイリスに敗れてレース2優勝を逃した。トスランドは第10戦のブランズハッチで、自身初のレース1・2完全制覇を成し遂げ、チャンピオンシップで66ポイントのリードを築いた。最終戦マニ・クールで、ポールポジションからスタートしレース1では7位、レース2では6位に入った彼は、日本の芳賀紀行の猛追を2ポイント差で抑えて2007年のシリーズタイトルを獲得した。

##### スポーツ・パーソナリティ・オブ・ザ・イヤー 2007
トスランドはBBCが主催する「スポーツ・パーソナリティ・オブ・ザ・イヤー 2007」にノミネートされ、リッキー・ハットンに710票差で次ぐ4位になった。セレモニーの場で、彼自身が作曲したブルース/ジャズの曲を演奏し、彼のピアニストとしての才能を披露した。

### MotoGP

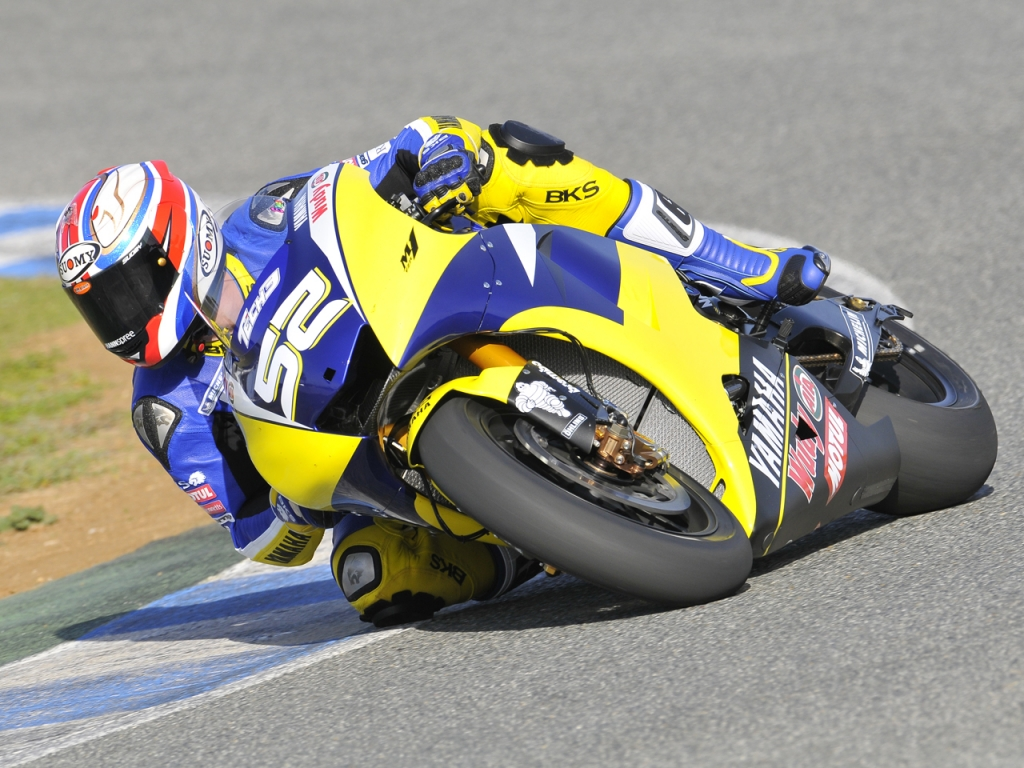
YZR-M1を駆るトスランド

#### 2008年
2008年シーズンは、MotoGPのホンダ系チームへの移籍や、テンケイト・ホンダ・チーム自体がトスランドと共にMotoGPにステップアップする可能性などが噂されたが、彼は再びプラマック・ダンティンチームと交渉した。しかし最終的には、2007年8月1日、トスランドはテック3・ヤマハチームと2008年シーズンのみの1年契約を結んだことが発表された。チームはタイヤをこれまでのダンロップからミシュランにスイッチすること、チームメイトはコーリン・エドワーズになること、トスランドのレーシングスーツはイギリスの皮革メーカーのBKS社が供給することが併せて発表された。
デビューシーズン、トスランドにとって初めてのサーキットが8つもあり、苦戦が予想された。しかし開幕戦カタールGPでは予選2位につけ、決勝は6位でフィニッシュする上々のスタートを切った。
第2戦スペインGPでは、気管支炎を患っていたにもかかわらず予選8位、決勝6位の結果を残した。
トスランドは、彼のアグレッシブなライディングスタイルについて他のライダーから非難を浴びることになった。クリス・バーミューレン、アンドレア・ドヴィツィオーゾ、ケーシー・ストーナーらはトスランドの強引なオーバーテイク方法に不満を述べた。トスランドは自身のスタイルを「ハードだがフェアだ」とし、チャンスがあるならライバルをオーバーテイクするのが自身の仕事だと語った。
ドニントンで開催されるイギリスGPを前に、もし自分が勝ったら、レース後裸になってマシンに乗ってピットまで戻ってくると宣言した。しかし決勝では1周目の第1コーナーでクラッシュしてしまい、その後復帰したもののトップから周回遅れとなる17位フィニッシュに終わってしまった。
シーズン中盤以降、トスランドは10位前後の順位で苦闘することになった。第9戦ダッチTTと第11戦アメリカGPでは9位に入った。第12戦チェコGPではブリヂストン勢が優位に立つ中、チームメイトのエドワーズを上回りミシュラン勢で3番手となる13位でフィニッシュした。第16戦オーストラリアGPでは一時3位を走行していたが、バレンティーノ・ロッシ、ホルヘ・ロレンソ、ドヴィツィオーゾ、中野真矢らとの激しいバトルの結果、最後は6位でのフィニッシュとなった。
シーズンを通してマシンのパフォーマンスが安定せず、リタイヤ数はわずか2回しかないにもかかわらず、トスランドはMotoGPのデビューシーズンを総合ランキング11位、105ポイントの獲得で終えることになった。

#### 2009年
2008年シーズンの第2戦終了後に、テック3チームは早くもトスランドとの契約を更新しており、2009年シーズンもエドワーズとのコンビで戦うことになった。ヤマハもチームへのマシン供給を2010年まで続けることも発表された。
開幕前のテストでトスランドは脳震盪を起こすほどの大きなクラッシュを経験した。またシーズン開幕後はマシンのセットアップが決まらないことに苦しんだ。2008年シーズンはメカニックとのコミュニケーションに問題を抱えていたため、トスランドの主張により、チームメイトのエドワーズと担当チーフメカニックを交換することになった。この交換にエドワーズは憤慨し、シーズン序盤からトスランドと口をきかなくなった。
望みどおりにチーフメカニックを替えてもらったトスランドだったが、1年を通じて成績は低迷し、シリーズランキングは14位に終わった。エドワーズより前でフィニッシュできたのは僅か2レースに留まった。アメリカGPとオーストラリアGPではジャンプスタートを犯してしまい、前者ではペナルティのピットスルー指示を無視して走り続けたため、失格処分を受けてしまった。
2009年10月1日、テック3チームは翌2010年シーズン、トスランドに代わりベン・スピーズを起用することを発表した。

### 再びスーパーバイク世界選手権へ

#### 2010年
MotoGPでのシートを失ったトスランドは、スピーズと入れ替わる形でステリルガルダ・ヤマハチームからスーパーバイク世界選手権に復帰し、2010年シーズンを戦うこととなった。チームメイトには2009年のスーパースポーツ世界選手権チャンピオン、同郷のカル・クラッチローが就いた。トスランドは新しいマシンへの順応に苦しみ、未勝利で表彰台4度の獲得に留まり、シリーズランキング9位に終わった。

## 主なレース戦績

### スーパースポーツ世界選手権
| 年   | マシン | 1     | 2     | 3      | 4     | 5      | 6      | 7       | 8     | 9       | 10      | 11     | 順位 | ポイント | 参照   |
| ---- | ------ | ----- | ----- | ------ | ----- | ------ | ------ | ------- | ----- | ------- | ------- | ------ | ---- | -------- | ------ |
| 1998 | ホンダ | GBR   | ITA   | SPA    | GER   | SMR    | RSA 10 | USA Ret | EUR 8 | AUT 12  | NED Ret |        | 19位 | 18       | [ 19 ] |
| 1999 | ホンダ | RSA 6 | GBR 8 | SPA 11 | ITA 9 | GER 13 | SMR 13 | USA 11  | EUR 7 | AUT Ret | NED 7   | GER 22 | 11位 | 59       | [ 20 ] |

### スーパーバイク世界選手権
| シーズン | バイク                | 出走 | 優勝 | 表彰台 | PP | FL | ポイント | シリーズ順位 |
| -------- | --------------------- | ---- | ---- | ------ | -- | -- | -------- | ------------ |
| 2001年   | ドゥカティ・996 RS/00 | 24   | 0    | 0      | 0  | 0  | 91       | 13位         |
| 2002年   | ドゥカティ・998 F01   | 26   | 0    | 1      | 0  | 0  | 195      | 7位          |
| 2003年   | ドゥカティ・998 F02   | 24   | 1    | 9      | 1  | 0  | 271      | 3位          |
| 2004年   | ドゥカティ・999 F04   | 22   | 3    | 14     | 0  | 0  | 336      | 1位          |
| 2005年   | ドゥカティ・999 F05   | 23   | 1    | 7      | 0  | 0  | 254      | 4位          |
| 2006年   | ホンダ・CBR1000RR     | 24   | 3    | 12     | 1  | 1  | 336      | 2位          |
| 2007年   | ホンダ・CBR1000RR     | 25   | 8    | 14     | 2  | 1  | 415      | 1位          |
| 2010年   | ヤマハ・YZF-R1        | 26   | 0    | 4      | 0  | 0  | 187      | 9位          |
| 合計     |                       | 194  | 16   | 61     | 4  | 2  | 2085     |              |

- 凡例
- ボールド体のレースはポールポジション、イタリック体のレースはファステストラップを記録。

| 年     | マシン     | 1       | 1      | 2       | 2       | 3      | 3       | 4       | 4       | 5       | 5       | 6       | 6       | 7       | 7       | 8       | 8       | 9      | 9      | 10     | 10      | 11      | 11      | 12      | 12      | 13      | 13      | 順位 | ポイント | 参照   |
| 年     | マシン     | R1      | R2     | R1      | R2      | R1     | R2      | R1      | R2      | R1      | R2      | R1      | R2      | R1      | R2      | R1      | R2      | R1     | R2     | R1     | R2      | R1      | R2      | R1      | R2      | R1      | R2      | 順位 | ポイント | 参照   |
| ------ | ---------- | ------- | ------ | ------- | ------- | ------ | ------- | ------- | ------- | ------- | ------- | ------- | ------- | ------- | ------- | ------- | ------- | ------ | ------ | ------ | ------- | ------- | ------- | ------- | ------- | ------- | ------- | ---- | -------- | ------ |
| 2001年 | ドゥカティ | ESP Ret | ESP 9  | RSA 14  | RSA Ret | AUS 14 | AUS C   | JPN 11  | JPN 16  | ITA Ret | ITA Ret | GBR 8   | GBR Ret | GER Ret | GER 17  | SMR 11  | SMR 8   | USA 10 | USA 7  | EUR 11 | EUR 6   | GER 10  | GER 12  | NED 10  | NED 8   | ITA Ret | ITA DNS | 13位 | 91       | [ 21 ] |
| 2002年 | ドゥカティ | ESP 12  | ESP 10 | AUS 8   | AUS 7   | RSA 6  | RSA 8   | JPN 9   | JPN 11  | ITA 5   | ITA Ret | GBR 10  | GBR 9   | GER 7   | GER 7   | SMR 8   | SMR Ret | USA 9  | USA 6  | GBR 9  | GBR Ret | GER 6   | GER 8   | NED 6   | NED 3   | ITA 6   | ITA 6   | 7位  | 195      | [ 22 ] |
| 2003年 | ドゥカティ | ESP 4   | ESP 3  | AUS Ret | AUS 4   | JPN 3  | JPN 5   | ITA 4   | ITA 5   | GER 3   | GER 1   | GBR 2   | GBR 4   | SMR 2   | SMR Ret | USA 3   | USA Ret | GBR 6  | GBR 3  | NED 4  | NED Ret | ITA Ret | ITA Ret | FRA 5   | FRA 2   |         |         | 3位  | 271      | [ 23 ] |
| 2004年 | ドゥカティ | ESP 1   | ESP 2  | AUS 3   | AUS Ret | SMR 10 | SMR 6   | ITA 2   | ITA 2   | GER 2   | GER 2   | GBR Ret | GBR 5   | USA 4   | USA 7   | GBR 2   | GBR Ret | NED 1  | NED 2  | ITA 3  | ITA 2   | FRA 1   | FRA 2   |         |         |         |         | 1位  | 336      | [ 24 ] |
| 2005年 | ドゥカティ | QAT 6   | QAT 6  | AUS 14  | AUS Ret | ESP 8  | ESP 19  | ITA 3   | ITA 5   | EUR 3   | EUR 1   | SMR 4   | SMR 4   | CZE 2   | CZE 8   | GBR Ret | GBR 7   | NED 2  | NED 3  | GER 4  | GER 11  | ITA 4   | ITA C   | FRA 3   | FRA 6   |         |         | 4位  | 254      | [ 25 ] |
| 2006年 | ホンダ     | QAT 1   | QAT 4  | AUS 3   | AUS 2   | ESP 9  | ESP 11  | ITA Ret | ITA 5   | EUR 3   | EUR 3   | SMR 2   | SMR 8   | CZE 2   | CZE 5   | GBR 2   | GBR 5   | NED 10 | NED 9  | GER 9  | GER 1   | ITA 2   | ITA 5   | FRA 1   | FRA 3   |         |         | 2位  | 336      | [ 26 ] |
| 2007年 | ホンダ     | QAT 2   | QAT 1  | AUS 2   | AUS 1   | EUR 1  | EUR Ret | ESP 5   | ESP 1   | NED 1   | NED 2   | ITA 4   | ITA 2   | GBR 8   | GBR C   | SMR 4   | SMR 6   | CZE 1  | CZE 2  | GBR 1  | GBR 1   | GER 9   | GER 4   | ITA 3   | ITA 11  | FRA 7   | FRA 6   | 1位  | 415      | [ 27 ] |
| 2010年 | ヤマハ     | AUS Ret | AUS 10 | POR 7   | POR 6   | SPA 3  | SPA 7   | NED 2   | NED 3   | ITA 2   | ITA Ret | RSA 7   | RSA 6   | USA 9   | USA Ret | SMR 10  | SMR Ret | CZE 7  | CZE 4  | GBR 8  | GBR 5   | GER Ret | GER 8   | ITA Ret | ITA Ret | FRA Ret | FRA Ret | 9位  | 187      | [ 28 ] |
| 2011年 | BMW        | AUS 17  | AUS 14 | GBR     | GBR     | NED    | NED     | ITA DNS | ITA DNS | USA 15  | USA DNS | SMR     | SMR     | SPA     | SPA     | CZE WD  | CZE WD  | GBR 12 | GBR 13 | GER 13 | GER Ret | ITA     | ITA     | FRA     | FRA     | POR     | POR     | 22位 | 13       | [ 28 ] |

### ロードレース世界選手権
- 凡例

| シーズン | クラス | バイク | 1      | 2     | 3      | 4      | 5       | 6      | 7     | 8       | 9      | 10     | 11    | 12     | 13     | 14     | 15     | 16     | 17      | 18     | 順位 | ポイント |
| -------- | ------ | ------ | ------ | ----- | ------ | ------ | ------- | ------ | ----- | ------- | ------ | ------ | ----- | ------ | ------ | ------ | ------ | ------ | ------- | ------ | ---- | -------- |
| 2008年   | MotoGP | ヤマハ | QAT 6  | SPA 6 | POR 7  | CHN 12 | FRA Ret | ITA 6  | CAT 6 | GBR 17  | NED 9  | GER 11 | USA 9 | CZE 13 | SMR 6  | IND 18 | JPN 11 | AUS 6  | MAL Ret | VAL 11 | 11位 | 105      |
| 2009年   | MotoGP | ヤマハ | QAT 16 | JPN 9 | SPA 13 | FRA 9  | ITA 7   | CAT 13 | NED 6 | USA DSQ | GER 10 | GBR 6  | CZE 9 | IND 6  | SMR 10 | POR 9  | AUS 14 | MAL 15 | VAL 12  |        | 14位 | 92       |

### 鈴鹿8時間耐久ロードレース
| 開催年 | バイク             | チーム                           | パートナー | 順位     |
| ------ | ------------------ | -------------------------------- | ---------- | -------- |
| 2007   | ホンダ・CBR1000RRW | ドリーム・ホンダ・レーシング・11 | 清成龍一   | リタイヤ |